# Vittore Fiore
Vittore Fiore (Gallipoli, 20 gennaio 1920 – Capurso, 21 febbraio 1999) è stato un giornalista e scrittore italiano, tra i maggiori protagonisti della cultura e della politica meridionalista italiana.
Antifascista, subì il carcere e il confino, e diresse in clandestinità il movimento giovanile liberalsocialista, ricoprendo successivamente incarichi nel Partito d'Azione e poi nel Partito Socialista Italiano. 
Fondatore de Il nuovo Risorgimento e direttore della rivista Delta, fu animatore del periodico della Fiera del Levante di Bari Civiltà degli scambi e dei relativi Quaderni editi da Laterza. Capocronista del quotidiano barese La voce, tra i suoi libri vanno ricordati Strumenti della lotta meridionalista (Lacaita), Chi lega i fili (Adriatica) e Dal cemento al cervello (Delta). Con Franco Fortini e altri ha raccontato ne La generazione degli anni difficili (Laterza) la sua formazione di intellettuale impegnato nella politica. Tre i volumi di poesia: Ero nato sui mari del tonno (Schwarz), Qualcosa di nuovo intorno (“Quotidiano di Lecce” presentato da Massimo Melillo e poi nelle edizioni “Il laboratorio”) e Io non avevo la tua fresca guancia (Palomar). 
Nel 2003 i Quaderni del Bardo hanno ripubblicato con una introduzione di Massimo Melillo ed una nota di Rina Durante, il racconto Nicola a Copertino già apparso negli anni Cinquanta sul settimanale Il Mondo di Mario Pannunzio.
| Controllo di autorità | VIAF (EN) 9972958 · ISNI (EN) 0000 0000 3482 8907 · SBN IEIV021161 · LCCN (EN) n97072676 · BNF (FR) cb127369722 (data) |